# Bishan

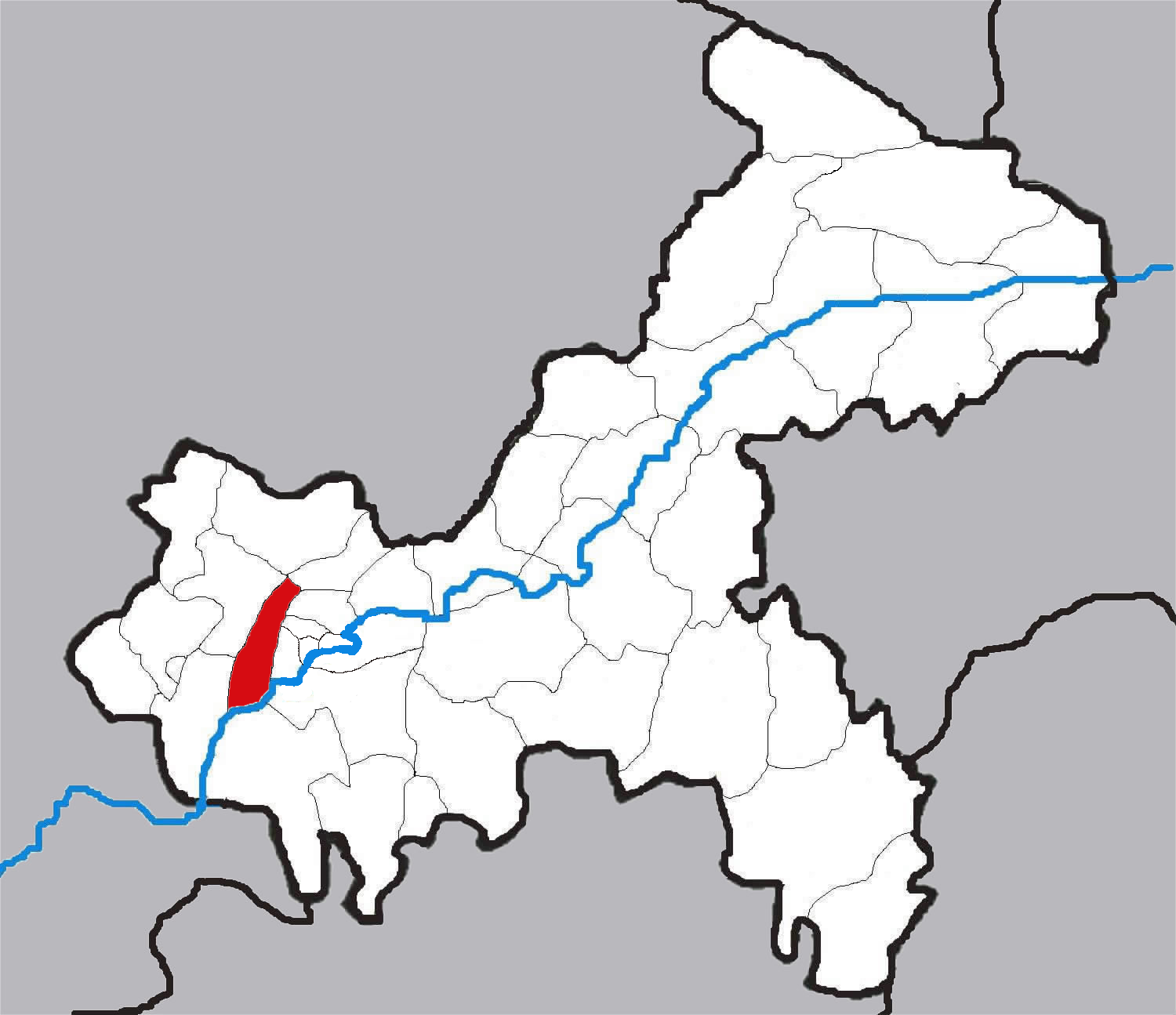
Lage von Bishan in Chongqing

Bishan (chinesisch 璧山区, Pinyin Bìshān Qū) ist ein Stadtbezirk der regierungsunmittelbaren Stadt Chongqing in der Volksrepublik China. Seine Fläche beträgt 915 km², Ende 2022 lebten dort etwa 760.000 Personen.
An einem Berghang auf dem Gebiet des Dorfes Heping (和平村) der Großgemeinde Fulu befindet sich die Chinesische Versuchsbasis für weltraumgestützte Sonnenkraftwerke.

## Geschichte
Während der Zeit der Streitenden Reiche gehörte das Gebiet des heutigen Bishan zum Staat Ba. Nachdem dieser im Jahr 316 v. Chr. von Qin annektiert und in die Kommandantur Ba (巴郡) umgewandelt worden war, wurde dort der Kreis Jiangzhou (江州县) eingerichtet. Zu Beginn der Han-Dynastie 207 v. Chr. wurde Jiangzhou der Kreisstatus aberkannt und die Gegend der Provinz Yi (益州) mit ihrer Hauptstadt Chengdu zugeteilt. Durch seine Lage an der Hauptstraße Chengdu-Chongqing (im heutigen Straßenviertel Laifeng befand sich eine Poststation) erfuhr Bishan in jener Zeit jedoch einen beträchtlichen wirtschaftlichen Aufschwung. Während der Östlichen Han-Dynastie (25–220) war die Gegend berühmt für die mit den damals modernen Flachreliefs reich verzierten Marmorsärge, in denen die Oberschicht ihre Toten bestattete. Der heutige Name Bishan bzw. „Jadescheibenberg“ leitet sich davon ab, dass dort Kalkstein „so hell und glatt wie Bi-Scheiben aus Jade“ abgebaut wird.
Im Jahr 757, während der Tang-Dynastie, wurde dort wieder ein Kreis eingerichtet, damals in der Schreibweise 壁山 (Pinyin Bìshān), also „Mauerberg“, und der Präfektur Yu (渝州) unterstellt, dem heutigen Chongqing. Nachdem mongolische Soldaten zu Beginn der Yuan-Dynastie zahlreiche Massaker verübt und die Gegend weitgehend entvölkert hatten, wurde Bishan 1285 in den Nachbarkreis Ba (巴县) integriert, dann aber 1483, während der Ming-Dynastie, wieder ein eigenständiger Kreis. 1662, zu Beginn der Qing-Dynastie, verlor Bishan aufgrund seiner noch sehr geringen Bevölkerung erneut seine Unabhängigkeit und wurde in den südwestlich gelegenen Kreis Yongchuan (heute ein Stadtbezirk von Chongqing) integriert. Im Jahr 1729 wurde in Bishan erneut ein Kreis eingerichtet, nun in der bis heute gültigen Schreibweise 璧山 (Pinyin Bìshān). Als Chongqing am 14. März 1997 per Beschluss des Nationalen Volkskongresses zur regierungsunmittelbaren Stadt erklärt wurde, wurde Bishan zunächst als Kreis ein Teil des Gebiets, das von der Fläche her etwa Österreich entspricht. Am 2. Mai 2014 wurde Bishan zum Stadtbezirk hochgestuft.

## Administrative Gliederung
Bishan setzt sich aus sechs Straßenvierteln und neun Großgemeinden zusammen. Diese sind:
| Straßenviertel Bicheng (璧城街道), Sitz der Stadtbezirksregierung; Straßenviertel Biquan (璧泉街道); Straßenviertel Dalu (大路街道); Straßenviertel Dingjia (丁家街道); Straßenviertel Laifeng (来凤街道); Straßenviertel Qinggang (青杠街道); Großgemeinde Batang (八塘镇); Großgemeinde Daxing (大兴镇); | Großgemeinde Fulu (福禄镇); Großgemeinde Guangpu (广普镇); Großgemeinde Hebian (河边镇); Großgemeinde Jianlong (健龙镇); Großgemeinde Qitang (七塘镇); Großgemeinde Sanhe (三合镇); Großgemeinde Zhengxing (正兴镇). |

## Hightech-Industriepark Bishan
Im Dezember 2002 hatte die Regierung von Chongqing die Errichtung des 25 km² großen Industrieparks Bishan (璧山工业园区) in den Straßenvierteln Bicheng, Biquan und Qinggang genehmigt.
Im Laufe der Zeit siedelten sich dort zahlreiche Betriebe an, von Lebensmittel- und Pharmafirmen über Schuhfabriken bis zu Leichtmaschinenbau und Datenverarbeitung.
Anfang Dezember 2014 stufte die Regierung von Chongqing den Industriepark zum „Hightech-Park Bishan“ (璧山高新技术开发区) hoch,
was vom Staatsrat der Volksrepublik China im September 2015 mit Erlass Nr. 175 nachträglich genehmigt wurde. Seitdem heißt die Einrichtung Hightech-Industriepark Bishan (璧山高新技术产业开发区, Pinyin Bìshān Gāoxīn Jìshù Chǎnyè Kāifāqū).
Die Verwaltung des Industrieparks siedelte nun bevorzugt Hersteller intelligenter Geräte, IT- und Pharmafirmen an. Diese Industriezweige hatten den zusätzlichen Vorteil, bei der Produktion wenig CO2 auszustoßen, wofür der Industriepark eine nationale Auszeichnung gewann. Ende 2021 waren im Hightech-Industriepark Bishan 1724 Betriebe angesiedelt, teilweise zu kollaborativer Produktion vernetzt. Von diesen Firmen wurde in dem Industriepark 2021 ein Gesamtumsatz von 83,47 Milliarden Yuan erwirtschaftet.
Im November 2016 wurde im Hightech-Industriepark Bishan vom Zentrum für die Entwicklung von für die Wirtschaft relevanten Technologien der Nationalen Behörde für Wissenschaft, Technik und Industrie in der Landesverteidigung, der Chongqing-Universität, dem Gemeinsamen Forschungszentrum für Tiefraumerkundung des Ministeriums für Bildung (教育部深空探测联合研究中心), dem Forschungsinstitut 805 der Shanghaier Akademie für Raumfahrttechnologie, dem Forschungsinstitut 11 der China Electronics Technology Group Corporation (中国电子科技集团公司第十一研究所) und der Chongqinger Akademie für Wissenschaft und Technologie (重庆市科学技术研究院) die Gemeinsame Innovationsakademie für Dual-Use-Produkte Chongqing (重庆军民融合协同创新研究院, Pinyin Chóngqìng Jūnmín Rónghé Xiétóng Chuàngxīn Yánjiūyuàn) gegründet, kurz „Gemeinsame Innovationsakademie“ (协同创新研究院).
Der Begriff „Akademie“ ist hierbei etwas irreführend. Die Gemeinsame Innovationsakademie betreibt keine eigene Forschung, sondern ist ein Verwaltungsorgan, das für Anwerbung und Unterstützung der eigentlichen Forschungseinrichtungen zuständig ist. So vermittelt sie jeder ansiedelungswilligen Firma, die dem gewünschten Profil entspricht, einen Baukostenzuschuss der Stadtbezirksregierung von Bishan in Höhe von 10 Millionen Yuan (von der Kaufkraft her etwa 10 Millionen Euro). Von der Innovationsakademie selbst wurde ein Fonds zur Entwicklung der Dual-Use-Industrie (军民融合产业发展基金) in Höhe von zunächst 2 Milliarden Yuan aufgelegt, mit dem in ganz China herausragende Projekte auf dem Hochtechnologiesektor in der frühen Entwicklungsphase sowie Ausgründungen in der Anfangsphase durch den Kauf von Firmenanteilen unterstützt werden. Man hofft, auf diese Art Entwicklerteams dazu zu bewegen, mit ihren Projekten nach Chongqing zu kommen, sie dort zur Produktionsreife zu bringen und im Industriepark Bishan die entsprechenden Fabrikationseinrichtungen aufzubauen.
Bis Mitte 2018 gelang es so, eine Niederlassung der Deren Electronics Co. aus Shenzhen anzusiedeln, wo Haushaltselektronik, Bordladegeräte für Elektroautos etc. entwickelt und hergestellt werden,
ein Forschungs- und Entwicklungszentrum für Elektroautos von Zotye International aus Zhejiang
und ein Forschungsinstitut für Smart-Sensoren der örtlichen One-Tale Elektrotechnik GmbH, die ihren Firmensitz bereits seit ihrer Gründung im August 2014 im Hightech-Industriepark Bishan hatte.
Außerdem befand man sich damals in Gesprächen zur Ansiedelung eines Forschungsinstituts für weltraumgestützte Solarenergie, was am 6. Dezember 2018 zur Unterzeichnung eines Kooperationsabkommens zwischen dem Xi’aner Forschungsinstitut 504 der Chinesischen Akademie für Weltraumtechnologie, der Universität für Elektrotechnik und Elektronik Xi’an, der Chongqing-Universität und der Regierung des Stadtbezirks Bishan über den Bau der Chinesischen Versuchsbasis für weltraumgestützte Sonnenkraftwerke mit einer Gesamtinvestition von 200 Millionen Yuan führte.
Aus Sicherheitsgründen wurde die Versuchsstation zur drahtlosen Energieübertragung mittels Mikrowellen allerdings nicht im Industriepark errichtet, sondern auf einem Berghang in der Großgemeinde Fulu. Baubeginn war Anfang 2019.

## Verkehrsanbindung
Am 26. Dezember 2015 wurde der im Straßenviertel Qinggang gelegene Bahnhof Bishan der Hochgeschwindigkeitsstrecke Chengdu-Chongqing in Betrieb genommen, wo Züge der Baureihe CRH380D mit bis zu 350 km/h verkehren.
Seit dem 30. Dezember 2019 ist Bishan auch über die S-Bahn-Linie 1 mit der Innenstadt von Chongqing verbunden. Der S-Bahnhof befindet sich im Straßenviertel Bicheng.
Über die Nationalstraße 319 ist Bishan mit Chengdu und der Küstenstadt Xiamen in der Provinz Fujian verbunden, und über die Autobahn Yinchuan–Kunming besteht auch in Nord-Süd-Richtung eine direkte Anbindung an den Rest von China.